# Pancha Rathas

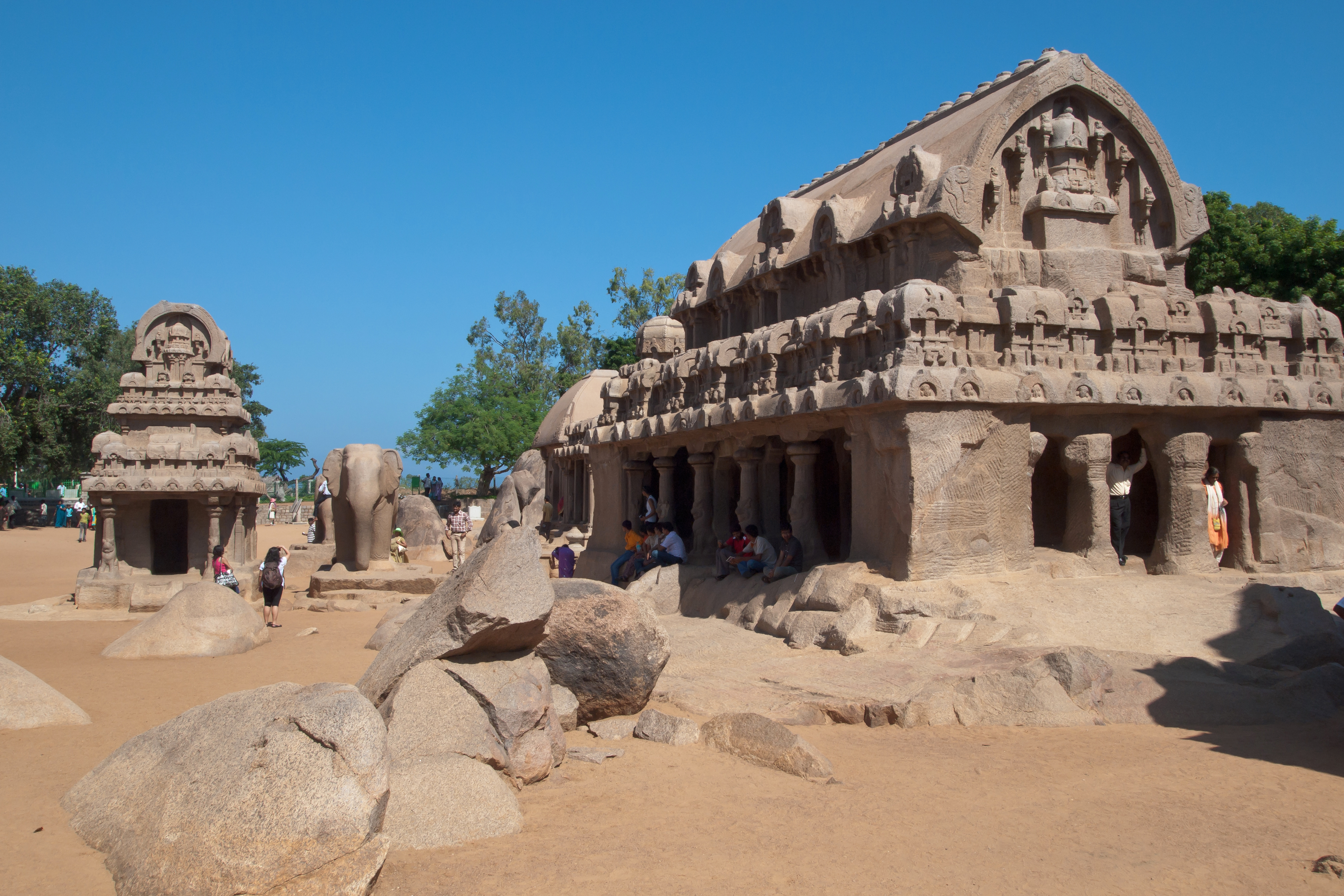
De Pancha Rathastempels

Pancha Rathas (Vijf wagens) is een Hindoeïstisch tempelcomplex in het Indiase dorp Mahabalipuram, ten zuiden van Chennai in de staat Tamil Nadu.
De vijf tempels zijn elk uit één stuk roze graniet gehakt. Dit gebeurde in de 7e eeuw tijdens de heerschappij van koning Mahendravarman I en later zijn zoon Narasimhavarman I. De tempels zijn vernoemd naar de vijf Pandava's. Naast de tempels zijn ook beelden van een leeuw en een olifant uitgehakt.
Sinds 1984 staan de tempels samen met een aantal andere monumenten in de omgeving op de werelderfgoedlijst van UNESCO.
Grotten van Ajanta · Grotten van Ellora · Fort van Agra · Taj Mahal · Zonnetempel van Konárak · Monumentengroep bij Mahabalipuram · Nationaal park Kaziranga · Wildpark Manas · Nationaal Park Keoladeo · Kerken en kloosters van Goa · Monumentengroep bij Khajuraho · Monumentengroep bij Hampi · Fatehpur Sikri · Monumentengroep bij Pattadakal · Grotten van Elephanta · Chola-tempels · Nationaal park Sundarbans · Nationale parken Nanda Devi en Bloemenvallei · Boeddhistische monumenten bij Sanchi · Humayuns tombe, Delhi · Qutb Minar en zijn monumenten, Delhi · Bergspoorwegen van India · Mahabodhitempel · Rotsschuilplaatsen van Bhimbetka · Archeologisch park Champaner-Pavagadh · Chhatrapati Shivaji Terminus (voormalig Victoria Station) · Rode Fortcomplex · Heuvelforten van Rajasthan · Rani ki vav (the Queen’s Stepwell) in Patan, Gujarat · Nationaal park Great Himalayan · Nationaal park Khangchendzonga · Architecturaal werk van Le Corbusier (Hoofdstedelijk gebouwencomplex van Chandigarh) · Archeologische site Nalanda Mahavihara (universiteit van Nalanda) in Nalanda, Bihar · Historische stad Ahmadabad · Ensembles van neogotiek en art deco in Mumbai · De stad Jaipur, Rajasthan · Kakatiya Rudreshwara (Ramappatempel) · Dholavira: een stad van de Harappabeschaving · Moidams - het grafheuvelsysteem van de Ahomdynastie